# تشكل كيتيوا
تكوين كيتيوا أو تشكّل كيتيوا (بالإنجليزية: Guettioua Formation)‏ هو تكوين جيولوجي في المغرب. يعود تاريخُ هذا التشكيل إلى العصر الجوراسي الأوسط. يتكون إلى حد كبير من الحجر الرملي، وهو من أصل قاري، وهو المكافئ الجانبي لتكوين المرس البحري.

## الحيوانات الفقاريّة
| الديناصورات                 | الديناصورات                                        | الديناصورات                                       | الديناصورات | الديناصورات |
| الأصناف                     | التواجد                                            | الملحوظات                                         | الصور       |             |
| --------------------------- | -------------------------------------------------- | ------------------------------------------------- | ----------- | ----------- |
| جنس: - أطلسورس 1. أ. إمْلاكِي | 1. كانت تقع جغرافيا تواجده بإقليم بني ملال المغرب. | ذظايا عديدة من عدة أفراد. الجمجمة والهيكل العظمي. |             |             |